# Международная ассоциация университетских библиотек
Международная ассоциация университетских библиотек (до 2014 года Международная ассоциация научно-технических библиотек университетов) (IATUL - International Association of Scientific and Technological University Libraries) была основана в Дюссельдорфе, Германия, в мае 1955 года в качестве международного форуму для обмена идеями между библиотеками технических университетов по всему миру.
Международная ассоциация университетских библиотек является добровольным международной неправительственной организацией группы библиотек, представленные в лице директора библиотеки или руководителя отделом, отвечающим за информационные услуги и управление ресурсами.
На Генеральной ассамблее в 2009 году развернутая название ассоциации было изменено на Международную ассоциацию научных и научно-технических библиотек университетов, чтобы отразить более широкий круг учреждений, которые сейчас являются членами ассоциации.
На ежегодной конференции 2014 года в Хельсинки Генеральная ассамблея IATUL решила расширить круг членов, чтобы объединить университетские библиотеки на международном уровне, независимо от их академической специализации. Это изменение отражает реальную структуру ассоциации, где подавляющее большинство членов является библиотеками классических университетов.
Полное название  было изменено на «Международная ассоциация университетских библиотек».
Международная ассоциация университетских библиотек является замечательным примером развития эффективной неофициальной международной сети университетских библиотек с общим высоким уровнем профессиональных знаний, которые предоставляют аналогичный спектр услуг для своих пользователей. Многие из членов библиотек IATUL предоставляют услуги не только для преподавания и научных исследований сотрудников и студентов своего университета, но и для промышленных организаций и национальных научно-исследовательских учреждений в своих странах.
Основной целью Международной ассоциации университетских библиотек является обеспечение форума, на котором директора и ответственные лица библиотек могут встретиться и обменяться мнениями по текущим вопросам и предоставить им возможность развивать совместный подход к решению проблем. IATUL также приглашает к членству организации, оказывающие услуги для университетских библиотек, если они хотят быть отождествлены с деятельностью ассоциации.

## История
Основателем IATUL,  первым президентом был профессор Гемлин из Технологического университета Чалмерса, Швеция.
В сентябре 1955 ассоциация была признана подразделением Международной библиотечной ассоциации в Международной федерации библиотечных ассоциаций и учреждений ( IFLA ). В наше время [когда?] [когда?] ассоциация сотрудничает с секцией научно-технических библиотек (Международной федерации библиотечных ассоциаций и учреждений) IFLA.
В 1990 году ассоциация была официально связана с ЮНЕСКО. Такая связь работает сейчас через IFLA. С 1999 года IATUL также является членом Международного совета по научно-технической информации.
В первые годы деятельности большинство членов IATUL составляло европейские заведения технического образования. В XVIII веке были основаны первые заведения такого типа в Франции, Германии и Венгрии. Первая половина XIX века была периодом значительного экономического и социального роста и развития. Эти изменения привели к растущей потребности в области образования, в результате чего был основан торговые и ремесленные школы и политехнические заведения по всей Европе. Подобные учреждения были основаны и в США. Первые члены IATUL пришли в основном из европейских технических университетов и некоторых американских учреждений. В течение последних двадцати лет наблюдается устойчивый рост членов IATUL из всех регионов мира, в результате чего она приобретает статус по-настоящему международной организации. От Украины членом IATUL является научно-техническая библиотека Тернопольского национального технического университета имени Ивана Пулюя.

## Конференции
Ассоциация проводит ежегодную конференцию, которая предоставляет возможность членам ассоциации и другим заинтересованным специалистам обсудить вопросы, стоящие перед научно-техническими библиотеками.